# أيرلندا ما قبل التاريخ
اكتُشفت عصور ما قبل التاريخ في أيرلندا من خلال الأدلة الأثرية التي نمت بمعدل متزايد خلال العقود الماضية. يبدأ الأمر بأول دليل على وجود بشري في أيرلندا نحو عام 10500 قبل الميلاد، وينتهي مع بداية السجل التاريخي نحو عام 400 ميلادي. كلا هذان التاريخان متأخر عن معظم أوروبا وكل الشرق الأدنى. تغطي فترة ما قبل التاريخ المجتمعات الأيرلندية التي عاشت خلال العصر الحجري القديم، والعصر الحجري المتوسط، والعصر الحجري الحديث، والعصر البرونزي، والعصر الحديدي. بالنسبة لمعظم أوروبا، يبدأ السجل التاريخي مع غزو الرومان، ونظرًا لأن أيرلندا لم تتعرض للغزو من قِبَل الرومان، فإن سجلها التاريخي يبدأ لاحقًا مع ظهور المسيحية.
الفترتان اللتان تركتا أكثر المجموعات إثارة من البقايا هما العصر الحجري الحديث مع مقابره الضخمة، والعصر البرونزي مع مجوهراته الذهبية، ذلك عندما كانت أيرلندا مركزًا رئيسيًا للتنقيب عن الذهب.
يوجد في أيرلندا العديد من مناطق المغائض التي استُرِد عدد كبير من الاكتشافات الأثرية منها. تعمل الظروف اللاهوائية في بعض الأحيان على الاحتفاظ بالمواد العضوية بشكل استثنائي، كما هو الحال مع عدد من الأجسام المغيضية، ومصيدة أسماك خوصية من العصر الحجري المتوسط، ونسيج مع شرابات حساسة من شعر الخيل من العصر البرونزي.

## الفترة الجليدية والعصر الحجري القديم
خلال الغمر الجليدي الرباعي الأحدث عهدًا، مشطت طبقات من الصفائح الجليدية التي يزيد سمكها عن 3000 متر (9800 قدم) أرض أيرلندا، ساحقةً ما في طريقها من صخور وعظام، وقاضيةً على أي دليل ممكن على وجود مستوطنات بشرية مبكرة خلال فترة الدفء الغلينافية. اكتُشفت بقايا بشرية سبقت آخر فترة جليدية في أقصى جنوب بريطانيا، والتي تمكنت إلى حد كبير من النجاة من الصفائح الجليدية المتقدمة.
خلال الذروة الجليدية الأخيرة (قبل 26000-19000 سنة)، كانت أيرلندا أرضًا قطبية شمالية قاحلة، أو تندرا. يشار إلى تأثيرات هذه الفترة على أيرلندا باسم الغمر الجليدي العام في الأراضي الوسطى، أو الغمر الجليدي الميدلاندي. كان يعتقد سابقًا أنه خلال هذه الفترة غطى الجليد ثلثي أيرلندا. أثبتت الأدلة اللاحقة من الخمسين سنة الماضية أن هذا غير صحيح، وتشير المنشورات الحديثة إلى أن الجليد قد انتقل إلى الساحل الجنوبي لأيرلندا.
خلال الفترة بين 17500 و12000 سنة مضت، سمحت فترة أكثر دفئًا يشار إليها باسم بولنغ-أليرود بإعادة تأهيل المناطق الشمالية من أوروبا عن طريق الجامعين/الصيادين المتجولين. تشير الدلائل الوراثية إلى أن إعادة الاحتلال هذه بدأت في جنوب غرب أوروبا، كما تشير بقايا الكائنات الحيوانية إلى وجود ملاذ في إبارية امتد حتى جنوب فرنسا. تلك الكائنات التي انجذبت في البداية إلى الشمال خلال فترة ما قبل البوريال أصبحت أنواعًا مثل الرنة والأرخص. تشير بعض المواقع التي تقع في أقصى الشمال مثل السويد التي كانت مأهولة قبل أكثر من 10000 عام إلى أن البشر ربما استخدموا نهايات الأنهار الجليدية كأماكن لاصطياد الطيور المهاجرة.
أدت هذه العوامل والتغيرات البيئية إلى وصول البشر إلى حافة المناطق الخالية من الجليد في أقصى شمال أوروبا القارية، وكان ذلك مع بداية العصر الهولوسيني، وقد شملت هذه المناطق بعض المناطق القريبة من أيرلندا. على الرغم من ذلك، كان مناخ أيرلندا قاسيًا لمعظم الحيوانات والنباتات الأوروبية خلال الجزء المبكر من العصر الهولوسيني. كان الاحتلال البشري غير مرجحٍ، ذلك رغم أن الصيد كان ممكنًا.
على الأرجح أن بريطانيا وأيرلندا كانتا متصلتين بجسر يابسة، ولكن نظرًا لأن هذا الرابط الافتراضي كان من شأنه أن ينقطع بسبب ارتفاع منسوب مياه البحر في الأوقات المبكرة من فترة الدفء، ربما بحلول عام 16000 قبل الميلاد، فإن القليل من النباتات والحيوانات البرية التي تعيش في مناخ معتدل قد عبرت إلى أيرلندا. لم تتمكن الثعابين ومعظم الزواحف الأخرى من أن تتوطن مجددًا في أيرلندا نظرًا لأن أي جسر يابسة قد اختفى قبل أن تصبح درجات الحرارة دافئة بدرجة كافية بالنسبة لهم. وصل مستوى سطح البحر المنخفض أيضًا بريطانيا وأوروبا القارية، وقد استمر هذا الاتصال لفترة أطول بكثير، ربما حتى نحو عام 5600 قبل الميلاد.
يعود تاريخ أقدم البشر الحديثين في أيرلندا إلى أواخر العصر الحجري القديم. أُخّر هذا التاريخ لما يقرب من 2500 عام من قِبَل تأريخ بالكربون المشع أُجري عام 2016 على عظم دب استُخرِج في عام 1903 في «كهف أليس وجويندولين» بمقاطعة كلير. وُجدت علامات تقطيع على العظام تدل على أن الدب قد ذُبِح عندما كان لحمه ما زال طازجًا، وتحدد تاريخه لنحو عام 10500 قبل الميلاد، ما يدل على أن البشر كانوا في أيرلندا في ذلك الوقت. على النقيض من ذلك، فإن حجر القداحة الذي عمل عليه إنسان وعثر عليه في عام 1968 في ميل بمدينة دروغيدا، وهو أقدم بكثير، وربما يرجع تاريخه إلى ما قبل سبعين ألف عام قبل الميلاد، يُنظر إليه عادة على أنه نُقل إلى أيرلندا على صفيحة جليدية، ربما من ما يُعرف الآن باسم قاع البحر الأيرلندي.
أشار موقع بريطاني على الساحل الشرقي للبحر الإيرلندي يرجع تاريخه إلى 11000 قبل الميلاد إلى أن البشر كانوا يعتمدون على نظام غذائي بحري يشمل المحاريات في المنطقة. قد يكون هؤلاء البشر المعاصرون قد استعمروا أيرلندا بعد عبورهم لجسر يابسة جنوبي بعد أن أصبح خاليًا من الجليد، والذي، إذا كان موجودًا، كان يربط جنوب شرق أيرلندا وكورنوال. يُرجح أيضًا أنهم وصلوا أيرلندا على متن قوارب. في الجنوب، كان البحر الأيرلندي المواجه لجنوب ويلز أضيق بكثير على الأقل من ما هو عليه اليوم، وذلك حتى عام 12000 قبل الميلاد. في الشمال، كانت هنالك نقطة عبور إلى كينتير في اسكتلندا، وذلك على الرغم من أنها كانت عميقة جدًا لدرجة أنها لم تكن على الإطلاق جسر يابسة، حتى في يومنا هذا هي فقط بعمق اثني عشر ميلا في أقصر نقطة، وكانت على الأرجح أقل عمقًا حينها. قد يكون هؤلاء البشر قد وجدوا القليل من الموارد خارج عمليات جمع المحاريات الساحلية والجوز، وبالتالي ربما لم يكونوا محتلين للمنطقة بشكل مستمر. أصبح الخط الساحلي المبكر لأيرلندا الآن تحت سطح البحر بشكل شبه كامل، وعليه فُقدت أي أدلة على وجود سكان ساحليين، على الرغم من أنه يُجري في الوقت الراهن البحث في طرق استكشاف المواقع المغمورة البحرية.
إن عودة ظروف التجمد في نهر درياس الأصغر، والتي استمرت من 10900 قبل الميلاد إلى 9700 قبل الميلاد، ربما تسببت في إخلاء أيرلندا. خلال فترة درياس الأصغر، استمرت مستويات سطح البحر في الارتفاع ولم يعد أي جسر يابسة خالٍ من الجليد بين بريطانيا العظمى وأيرلندا.

## معرض صور

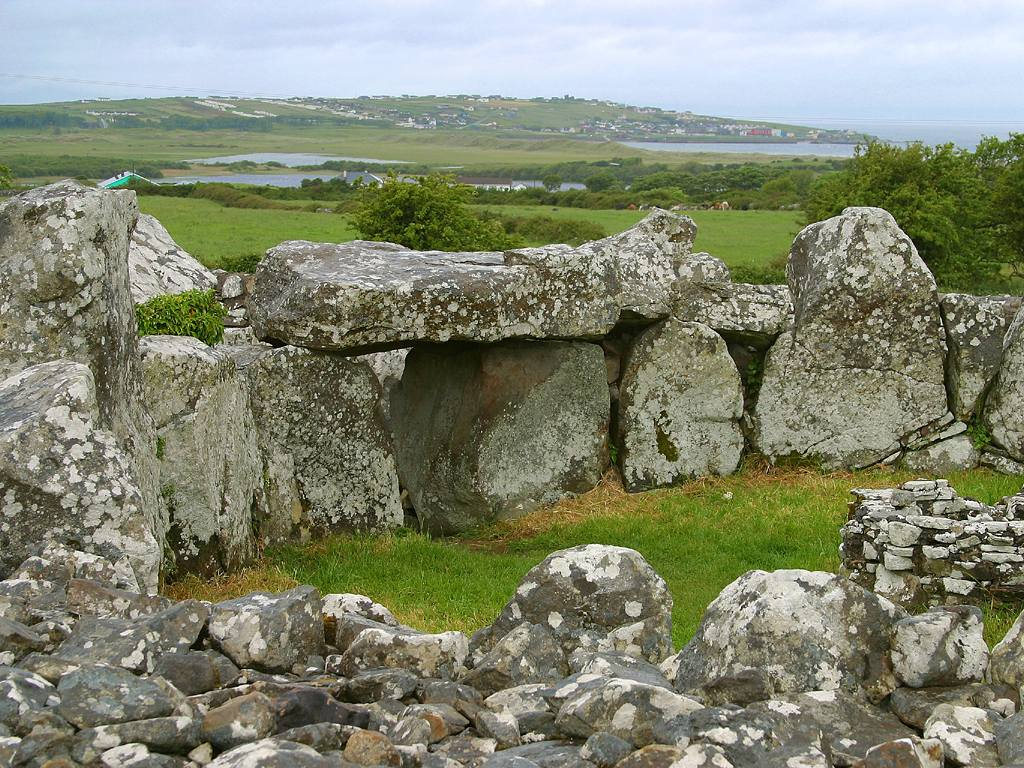
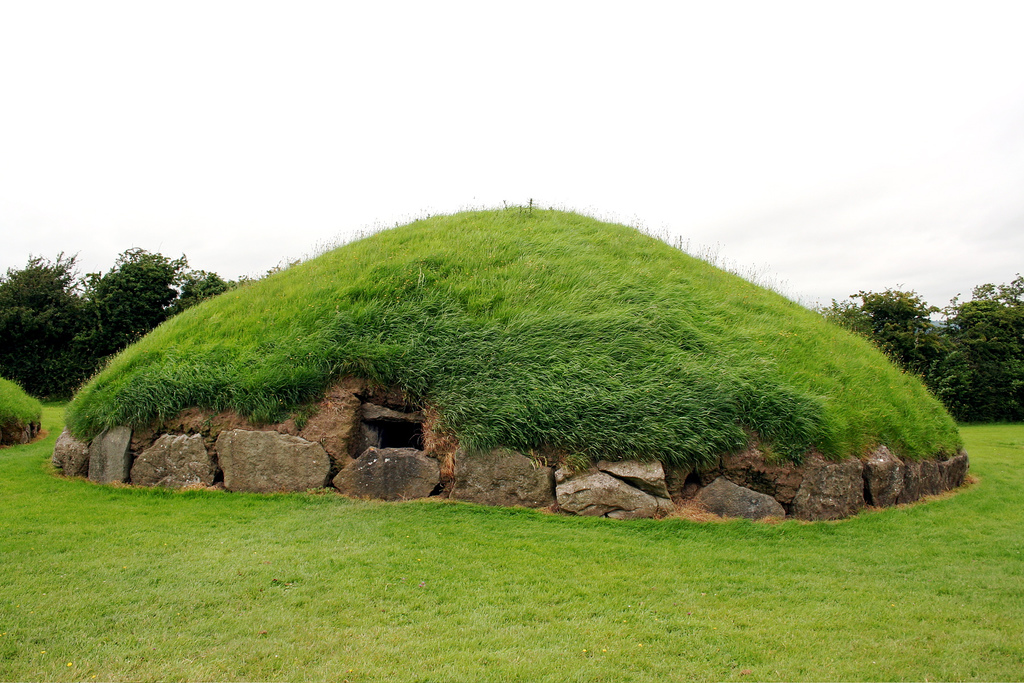
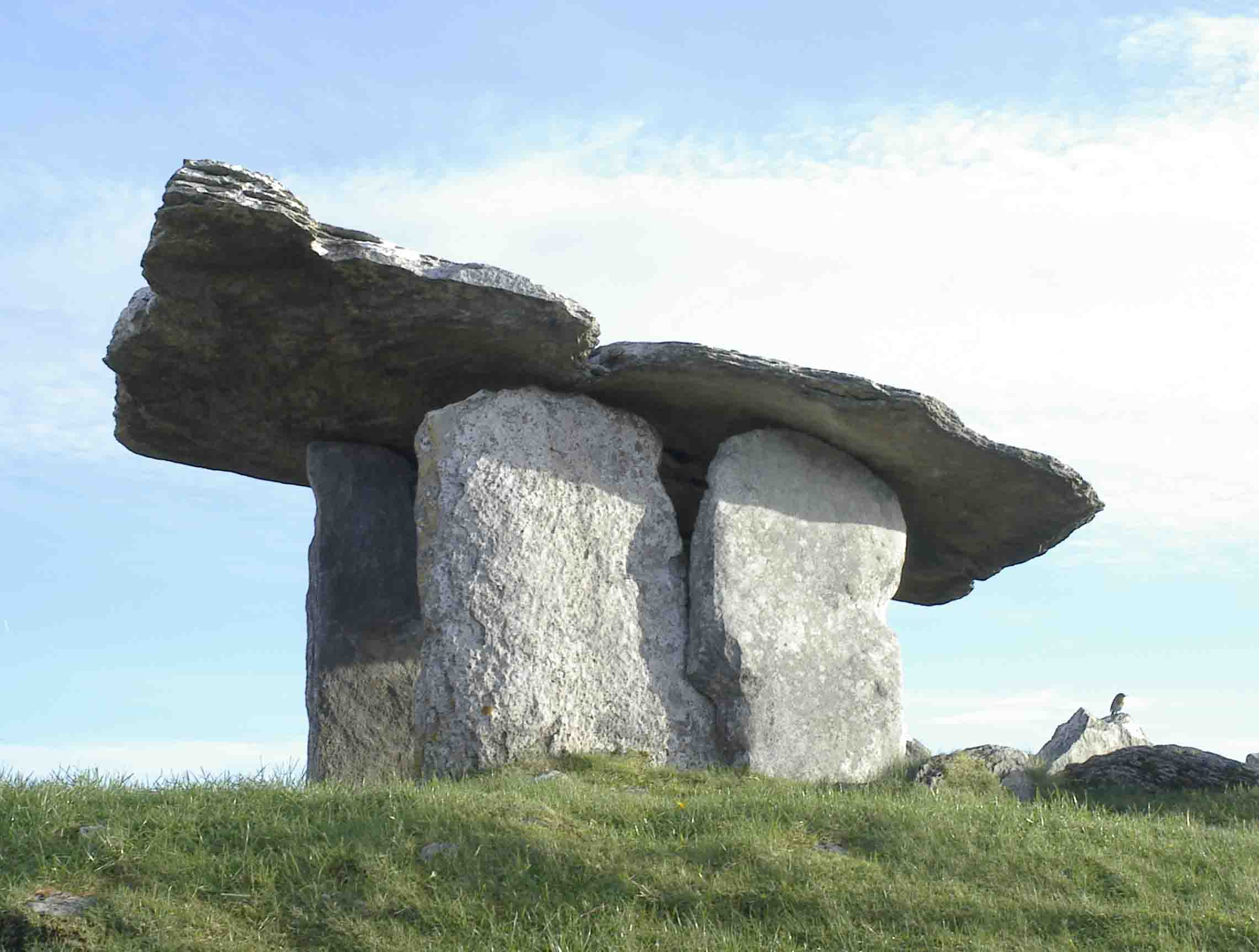
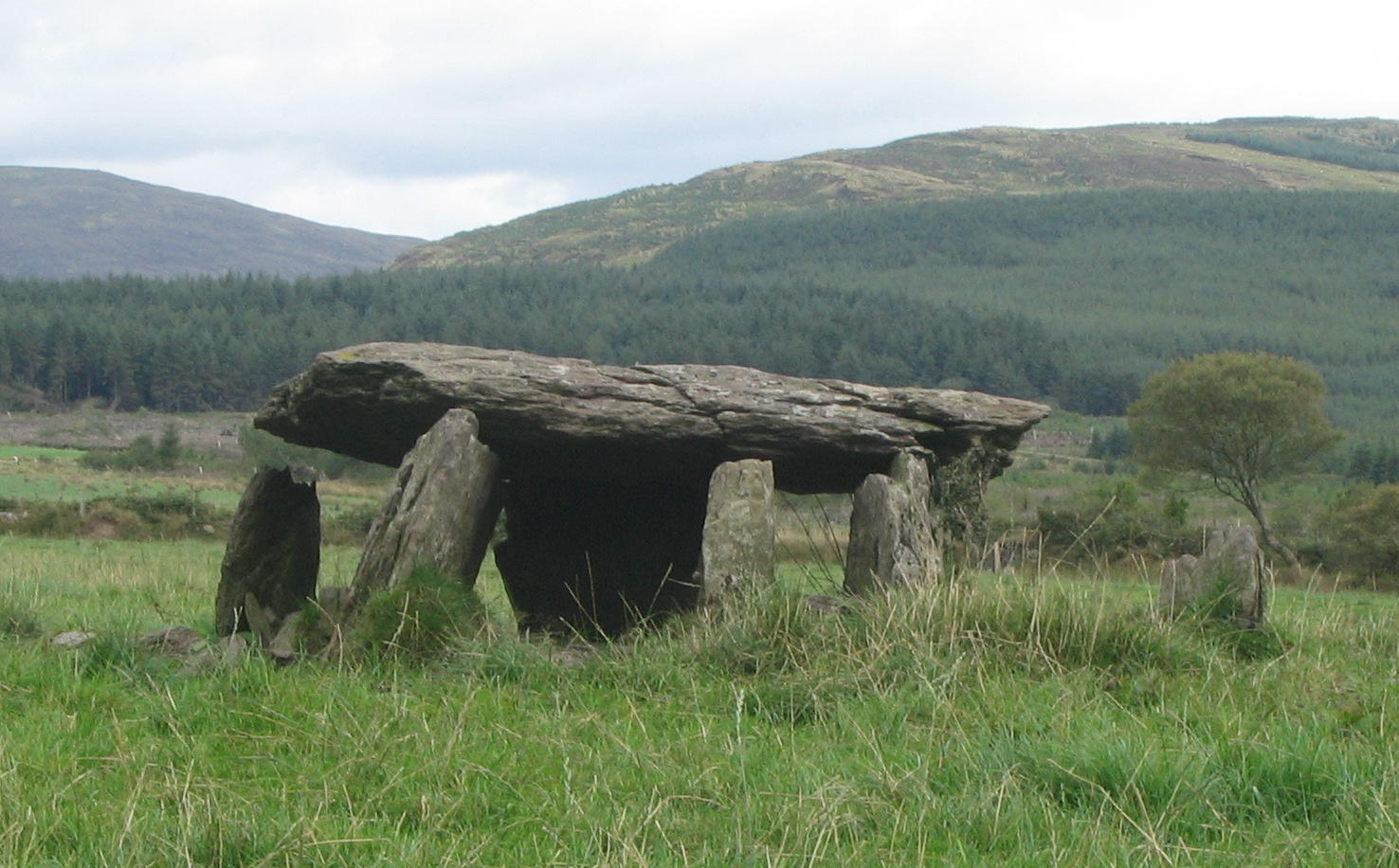